# Condado de Taylor (Geórgia)
O Condado de Taylor é um dos 159 condados do Estado americano de Geórgia. A sede do condado é Butler, e sua maior cidade é Butler. O condado possui uma área de 963 km², uma população de 8 815 habitantes, e uma densidade populacional de 9 hab/km² (segundo o censo nacional de 2000). O condado foi fundado em 15 de janeiro de 1852.